# William Gregory (politiker)

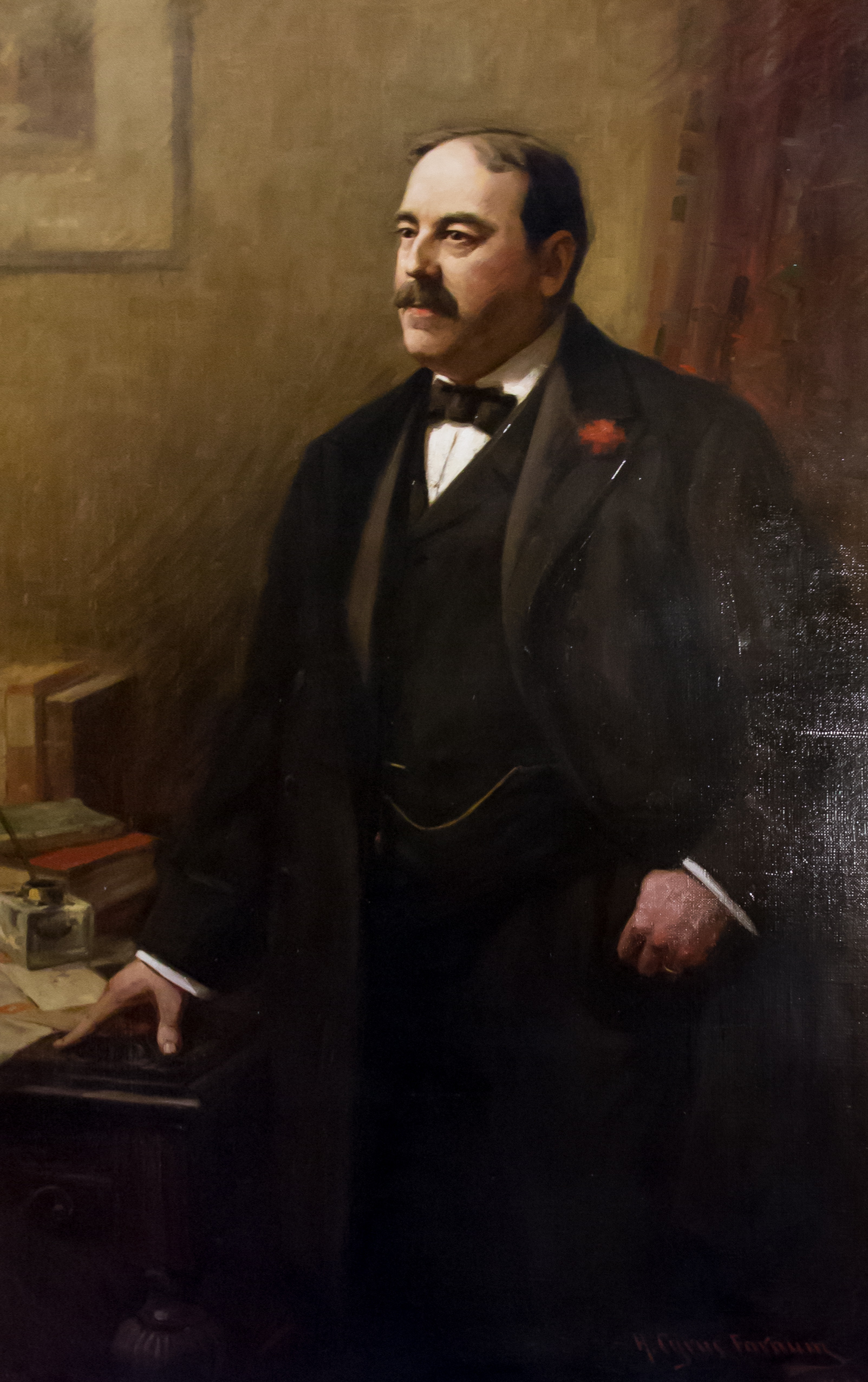
William Gregory.

William Gregory, född 3 augusti 1849, död 16 december 1901, var en amerikansk politiker och guvernör i Rhode Island.

## Biografi

### Tidigt liv
Gregory föddes i Astoria, Long Island, New York. Han hade en framgångsrik karriär i affärsvärlden och tjänstgjorde senare som direktör vid Wickford National Bank, direktör vid två banker i Providence, Rhode Island, och ordförande för Board of State Charities and Corrections i Rhode Island.

### Politisk karriär
Gregory var republikan. Han var guvernör i Rhode Island från den 29 maj 1900, då han efterträdde partikamraten Elisha Dyer Jr., till sin död den 16 december 1901. Han efterträddes av partikamraten Charles D. Kimball.
Under Gregorys tid som guvernör ändrades delstatens grundlag så att huvudstaden flyttade från Newport till Providence. Det nya State House i marmor öppnades i Providence, och Gregory blev den förste guvernören som residerade i det. 
Gregory var en aktiv medlem av frimurarorden.